# Africains blancs d'ascendance européenne
Les Africains blancs (ou moins communément « Africains européens ») sont l'ensemble des descendants d'Européens vivant en Afrique. Ces populations sont principalement descendantes de colons Néerlandais, Britanniques, Français, Portugais, Allemands, Flamands et, dans une moindre mesure, Italiens, Espagnols, Autrichiens, Scandinaves, Grecs, Lituaniens, Belges, Suisses, et Irlandais.

## Histoire
L'ère de la décolonisation durant la Seconde Guerre mondiale a fait que les individus blancs se sont dénombrés à dix millions représentant chaque partie de l'Afrique, et spécialement Afrique du Sud, Algérie et Rhodésie. Cependant, bon nombre d'entre eux sont partis pendant et après l'indépendance des colonies, ce qui n'empêche pas les Africains blancs de rester une minorité relativement présente dans certains États d'Afrique, avec un pourcentage allant jusqu'à 3 % (comme dans les pays du sud de l'Afrique), voir jusqu'à plus de 8% en Afrique du Sud. les blanc sud-africain se distinguent des populations autochtones d'Afrique du Nord, parfois identifiées comme blanches, mais non européennes.

## Démographie
Le pays d'Afrique possédant un large pourcentage de population blanche (et sans nul doute, le plus grand) est l'Afrique du Sud, avec approximativement 4,5 millions individus (7,3 % de la population). Environ 0,65 % de la population africaine, 6,5 millions sur 1 milliard, est d'ascendance européenne blanche.